# Buchholz (Schalksmühle)
Buchholz ist ein Ortsteil von Schalksmühle im Märkischen Kreis im Regierungsbezirk Arnsberg in Nordrhein-Westfalen (Deutschland). 

## Lage und Beschreibung
Buchholz liegt südwestlich des Schalksmühler Kernorts direkt an der Stadtgrenze zu Halver, die durch den Bach Glör definiert ist. Nachbarorte sind Herberge, Rotthausen, Auf dem Mühlenfeld, Mollsiepen, Mathagen und Herbecke, sowie Glörfeld, Magdheide, Othmaringhausen, Wiene, Streitstück und Heerenfelde auf Halveraner Stadtgebiet.

## Geschichte
Das zunächst dem Kirchspiel und dem Amt Halver angehörige Buchholz wurde erstmals im Jahr 1800 urkundlich erwähnt, die Entstehungszeit der Siedlung ist vermutlich nicht früher zu datieren. Der Hof war ein Abspliss von Rottsiepen.
Der Ort ist ab der Preußischen Neuaufnahme von 1892 auf Messtischblättern der TK25 als Buchholz verzeichnet.
Am 1. Oktober 1912 wurde der Bereich um den Ort aus der Gemeinde Halver ausgegliedert und der neu gegründeten Gemeinde Schalksmühle zugewiesen.